# Onocolus echinatus
Onocolus echinatus är en spindelart som först beskrevs av Władysław Taczanowski 1872.  Onocolus echinatus ingår i släktet Onocolus och familjen krabbspindlar. Inga underarter finns listade i Catalogue of Life.